# Iñigo Urkullu Renteria
Iñigo Urkullu Renteria (Alonsotegi, 18 de setembre de 1961) és un polític basc, d'ideologia nacionalista basca, president del Partit Nacionalista Basc del 2007 al 2013 i parlamentari basc del 1994 al 2005. El 13 de desembre de 2012 va ser elegit setè lehendakari. Va ser el cap del govern basc fins al 20 de juny de 2024 quan fou substituït per Imanol Pradales.

## Inicis com a professor
De família obrera nacionalista, es va afiliar al PNB el 1977, després de la reinstauració democràtica i la sortida del partit de la clandestinitat a què va ser obligat sota la dictadura franquista. Va formar part activa d'Euzko Gaztedi Indarra (EGI), les joventuts de l'esmentat partit, que poc després arribaria a presidir com a membre del Consell Regional des del 1980 fins al 1985. El 1983 va exposar el seu discurs a la tribuna de l'Alderdi Eguna del PNB a Aixerrota, on assistien Xabier Arzalluz i Carlos Garaikoetxea Urriza, entre d'altres, i això va marcar un punt d'inflexió en la seva trajectòria, que havia iniciat en el món de la docència.
Va cursar estudis de diplomat en Magisteri per la branca de Filologia Basca al seminari de Derio. Va ser professor de la ikastola Asti-Leku, de Portugalete, i del Col·legi Públic Félix Serrano, de Bilbao.
En aquesta primera etapa van sorgir moltes de les seves actuals amistats, incloent-hi la seva esposa, Lucía Arieta-Araunabeña (filla d'un exjugador de futbol de l'Athletic), amb qui va tenir tres fills.

## Càrrecs polítics i institucionals
Va ser membre del Bizkai Buru Batzar (BBB), l'executiva del PNB a Biscaia, del 1984 al 1987 (com a director de Joventut de la Diputació Foral de Biscaia) i del 1996 al 2000, i va assumir les funcions de president l'any 2000, en substitució de Juan Mari Atutxa. Uns anys abans, el 1994, ja havia estat escollit parlamentari basc, càrrec que ocuparia fins al 2005. Finalment, el novembre del 2007 va ser l'únic candidat presentat a la segona volta de les eleccions internes per presidir EAJ-PNV, per la qual cosa va ser elegit president del partit l'1 de desembre de 2007.

## Lehendakaritza
Amb els resultats de les eleccions al Parlament Basc de 2012, el 13 de desembre de 2012 el PNB va recuperar el Govern Basc en minoria, encapçalat per Iñigo Urkullu com a setè lehendakari, i el setembre del 2013 va signar un pacte d'estabilitat política i pressupostària amb el PSE-EE. Després de les eleccions municipals i forals del juny del 2015, van signar un acord de coalició per governar en aquestes institucions, i després de les eleccions de 2016 els dos partits van formar un govern de coalició encapçalat per Iñigo Urkullu, que es reeditaria després de les eleccions de 2020.
Per a les eleccions al Parlament Basc de 2024 l'Euskadi Buru Batzar va escollir el novembre del 2023 Imanol Pradales com a candidat a Lehendakari i successor d'Urkullu.
També ha estat membre del Consell Assessor d'Euskera, president de la Comissió de Drets Humans i de la Ponència de Víctimes del Terrorisme del Parlament Basc, i membre de la Junta Rectora de la Fundació Sabino Arana.